# Paralaophonte congenera
Paralaophonte congenera är en kräftdjursart som först beskrevs av Georg Ossian Sars 1908.  Paralaophonte congenera ingår i släktet Paralaophonte och familjen Laophontidae. Arten är reproducerande i Sverige. Utöver nominatformen finns också underarten P. c. congenera.